# Saint-Sernin (Aude)
Saint-Sernin település Franciaországban, Aude megyében. Lakosainak száma 42 fő (2022. január 1.). Saint-Sernin Belpech, Mayreville, Mézerville, Pech-Luna és Peyrefitte-sur-l’Hers községekkel határos.

## Népesség
A település népessége az elmúlt években az alábbi módon változott:
| Lakosok száma | 31   | 29   | 35   | 26   | 39   | 37   | 38   | 41   | 41   | 42   |
|               | 1968 | 1982 | 1990 | 2006 | 2013 | 2015 | 2017 | 2019 | 2020 | 2022 |